# Engoulevent à joues rousses
Caprimulgus rufigena
Espèce
Statut de conservation UICN

 LC  : Préoccupation mineure
L'Engoulevent à joues rousses (Caprimulgus rufigena) est une espèce d'oiseaux d'Afrique subsaharienne appartenant à la famille des Caprimulgidae.

## Répartition
Cet oiseau niche à travers l'Afrique australe ; son aire d'hivernage dissoute s'étend jusqu'au Tchad et au Darfour.